# Arjuna
Arjuna (Sanskrit: अर्जुन, arjuna) er en af heltene i Hinduskriftet Mahabharata.
Han var var i indisk mytologi medlem af Pandavafamilien og søn af Kunti og Indra.
I Bhagavad Gita skildres Arjunas kamp mod fjendtlige slægtninge. Han henvendte sig til Krishna for at få hjælp, men i stedet for at hjælpe i kampen afslørede Krishna sin visdom for Arjuna.
Arjuna (sanskrit: अर्जुन, IAST: Arjuna) er en hovedperson i det indiske epos Mahabharata og vises også i andre gamle hinduistiske mytologiske tekster. I eposset beskrives han som en af de fem sønner af Pandu, samlet kendt som Pandavas, og blev født af et forhold mellem hans mor, Kunti, og guden Indra. Familien var en del af den kongelige linje af Kuru Kingdom.
Arjuna er afbildet som en dygtig bueskytter og vinder Draupadis hånd i ægteskab. Hun bliver hans første kone og er samtidig gift med Arjunas brødre. Han er udvist to gange for først at have brudt en pagt med sine brødre; og for det andet sammen med dem, når hans ældste bror bliver narret til at spille tronen væk. En bemærkelsesværdig hændelse under den første eksil var Arjunas deltagelse i brændingen af Khandava-skoven.